# 柯亭笛
柯亭笛，亦稱柯亭竹、桓伊笛、桓郎笛，或簡稱柯亭亦，是中國古代有名的笛子，相傳由東漢蔡邕所製，與焦尾琴並列為中樂名器。

## 典故
根據《後漢書》〈蔡邕傳〉注引張騭《文士傳》載，相傳東漢才子蔡邕一次經過會稽高遷亭（即柯亭），發現屋椽東間第十六根竹子質地奇特，可以作為製笛的材料。結果蔡邕以此竹料製作笛子，果然能發出優質的笛聲。干寶《搜神記》亦載：「蔡邕嘗至柯亭，以竹為椽，邕仰盼之，曰：『良竹也。』取以為笛，發聲遼亮。」在後世的文學作品中，「柯亭」成為了一流竹笛的代名詞。
與柯亭笛有深厚關係的，還有東晉名將桓宣族子，有「笛聖」之稱的桓伊。晉代詩人伏滔所作《長笛賦序》，提及其友人桓伊曾擁有柯亭笛。《晉書》〈桓伊傳〉載桓伊「善音樂，盡一時之妙，為江左第一，有蔡邕柯亭笛，常自吹之。」
明代劉基《橫碧樓記》載：「予又聞柯亭有美竹，可為笛，風清月明，登樓一吹，可以來鳳凰，驚蟄龍，真奇事也。」明代詩人唐之淳亦有詩作名〈柯亭〉。

## 文學作品
- 南朝梁武帝《詠笛》：「柯亭有奇竹，含情復抑揚。」
- 唐代李縠《浙東罷府西歸酬別張廣文皮先輩陸秀才》：「蘭亭舊趾雖曾見，柯笛遺音更不傳。」
- 唐代胡曾《詠史詩·柯亭》：「一宿柯亭月滿天，笛亡人沒事空傳。」
- 唐代杜牧《寄珉笛與宇文舍人》：「調高銀字聲還側，物比柯亭韻校奇。」又〈寄題甘露寺北軒〉：「孤高堪弄桓伊笛，縹緲宜聞子晉笙。」
- 唐代牟融《題竹》：「柯亭丁相遇，驚聽奏鈞天。」
- 唐代李郢《贈羽林將軍》：「唯有桓伊江上笛，臥吹三弄送殘陽。」
- 元代辛文房《唐才子傳》〈溫庭筠〉：「（溫庭筠）善鼓琴吹笛，云：『有弦即彈，有孔即吹，何必爨桐與柯亭也。』」
- 清代乾隆帝《題柯亭》：「陳留精博物，椽竹得奇遭。昔已思邊讓，今兼傳伏滔。琴同識焦爨，劍比出洪濤。漢史無能續，韆鞦恨董逃。」
- 清代納蘭性德《水龍吟·題文姬圖》：「須知名士傾城，一般易到傷心處。柯亭響絕，四弦才斷，惡風吹去。」

## 備註
1. ↑  《長笛賦》：「余同僚桓子野有故長笛，傳之耆老，云蔡邕所製也。初，邕避難江南，宿於柯亭之館，以竹為椽。邕仰而盼之曰：『良竹也！』取以為笛，奇聲獨絕，歷代傳之，以至於今。」
2. ↑  .   [2011-11-08]. （原始内容存档于2005-04-04）.
3. ↑  .   [2011-11-08]. （原始内容存档于2016-03-04）.